# Josef Koudelka
Josef Koudelka (n. 10 ianuarie 1938) este un fotograf ceh.

## Biografie
Koudelka s-a născut în 1938 în Boskovice, Moravia. El a început să-și fotografieze familia și împrejurimile locuinței cu un aparat 6 x 6 Bakelite. A studiat la Universitatea Tehnică Cehă din Praga (ČVUT) între 1956 și 1961, obținând o diplomă de inginer în 1961. El a organizat prima sa expoziție fotografică în același an. Mai târziu, a lucrat ca inginer aeronautic în Praga și Bratislava.
El a început să primească comenzi de la revistele de teatru și a fotografiat în mod obișnuit reprezentațiile teatrale de la Teatrul din spatele porții din Praga, cu un aparat Rolleiflex. În 1967 Koudelka a decis să renunțe la cariera sa de inginer pentru a lucra ca fotograf.
A revenit în Cehoslovacia de la un proiect de fotografiere a țiganilor din România cu doar două zile înainte de invazia sovietică, în august 1968. A fost martor la acele evenimente și a înregistrat invadarea Pragăi de către forțele militare ale Pactului de la Varșovia și zdrobirea încercărilor de reformă. Negativele lui Koudelka au fost scoase din Praga în mâinile unui agent Magnum și publicate anonim în revista The Sunday Times sub inițialele P. P. (Prague Photographer) din teama de represalii pentru el și familia lui.
Fotografiile de la acele evenimente au devenit simboluri internaționale dramatice. În 1969 „fotograful ceh anonim” a fost distins cu Medalia de Aur Robert Capa a Overseas Press Club pentru realizarea unor fotografii ce necesită un curaj excepțional.
Fiind recomandat autorităților britanice de Magnum, Koudelka a aplicat pentru o viză de lucru de trei luni și a fugit în Anglia în 1970, unde a solicitat azil politic și a rămas mai mult de un deceniu. În 1971 s-a alăturat Magnum Photos. Având un suflet de nomad, el a continuat să rătăcească prin Europa, cu aparatul de fotografiat.
În cursul anilor 1970 și 1980, Koudelka și-a susținut activitatea prin numeroase granturi și premii și a continuat să expună și să publice proiectele majore ca Gypsies (1975) și Exiles (1988). Începând din 1986, el a lucrat cu un aparat de fotografiat panoramic și a realizat o compilație de fotografii în cartea sa Chaos în 1999. Koudelka a publicat mai mult de o duzină de cărți cu lucrările sale, inclusiv volumul retrospectiv Koudelka publicat în 2006.
Koudelka a câștigat mai multe premii, precum Prix Nadar (1978), un Grand Prix National de la Photographie (1989), un Grand Prix Cartier-Bresson (1991), și Hasselblad Foundation International Award in Photography (1992). Expoziții importante cu lucrările sale au avut loc la Muzeul de Artă Modernă și la Centrul International de Fotografie, New York; la Hayward Gallery, Londra; Stedelijk Museum of Modern Art, Amsterdam; și Palais de Tokyo, Paris.
El și activitatea sa fotografică au primit sprijin și recunoaștere de la prietenul său, fotograful francez Henri Cartier-Bresson. El a fost, de asemenea, susținut de către istoricul de artă ceh Anna Farova.
În 1987, Koudelka a devenit cetățean francez și a putut să se întoarcă în Cehoslovacia, pentru prima dată, în 1990. Apoi, el a realizat Black Triangle, documentând peisajul pustiu din regiunea Podkrušnohoří, vârful de vest al dealurilor Triunghiul Negru de la poalele Munților Metaliferi, situat între Germania și Republica Cehă.
Koudelka locuiește în Franța și la Praga și își continuă munca de documentare asupra peisajului european. El are două fiice și un fiu.

## Activitatea
Activitatea timpurie a lui Koudelka stă semnificativ la baza fotografiilor sale de mai târziu, punând accentul pe ritualuri sociale și culturale, precum și pe moarte. El a trecut curând la un studiu fotografic profund, mai personal, al țiganilor din Slovacia și mai târziu din România. Fotografiile au fost expuse la Praga, în 1967. De-a lungul carierei sale, Koudelka a fost lăudat pentru abilitatea sa de a capta prezența spiritului uman în mijlocul peisajelor întunecate. Dezolarea, pustietatea, plecarea, disperarea și alienarea sunt teme comune în activitatea sa. Personajele sale par uneori să provină din basme. Totuși, unii văd speranță în munca lui — rezistența efortului uman, în ciuda fragilității sale. Activitatea sa ulterioară se concentrează asupra peisajului golit de prezența umană.
Cartea sa cea mai recentă Wall: Israeli and Palestinian Landscapes a fost publicată de Aperture Foundation în 2013. Această carte este compusă din peisaje panoramice pe care le-a realizat între 2008 și 2012, ca proiectul său pentru fotografie colectivă This Place, organizat de fotograful Frédéric Brenner.

## Premii
- 1967 – Award by Union of Czechoslovakian Artists, Cehoslovacia
- 1969 – Robert Capa Gold Medal Award, National Press Photographers Association, SUA
- 1972 – British Arts Council Grant to cover Kendal and Southend, Marea BritanieUK
- 1973 – British Arts Council Grant to cover Gypsy life in Britain, Marea Britanie
- 1976 – Arts Council of Great Britain grant to cover life in the British Isles, Marea Britanie
- 1978 – Prix Nadar, Franța.[16]
- 1980 – National Endowment for the Arts Council, SUA
- 1987 – Grand Prix National de la Photographie, French Ministry of Culture, Franța
- 1989 – Grand Prix National de la Photographie.
- 1991 – Grand Prix Henri Cartier-Bresson, Franța
- 1992 – Erna and Victor Hasselblad Foundation Photography Prize, Suedia
- 1998 – The Royal Photographic Society's Centenary Medal and Honorary Fellowship (HonFRPS) in recognition of a sustained, significant contribution to the art of photography in 1998.[20]
- 2004 – Cornell Capa Infinity Award, International Center of Photography, SUA
- 2015 – Dr. Erich Salomon Award[21][22]

## Expoziții
- 1961 – Divadlo Semafor, Praga
- 1967 – Josef Koudela: Cikáni – 1961–1966, Divadlo za branou, Praga
- 1968 – Josef Koudela: Divadelni fotografie – 1965–1968, Divadlo za branou, Praga
- 1975 – Josef Koudelka, Museum of Modern Art, New York
- 1977 – Gitans: la fin du voyage, Galerie Delpire, Paris; Kunsthaus Zürich, Zürich, Elveția; The Tel-Aviv Museum, Israel; Victoria and Albert Museum, Londra.
- 1984 – Josef Koudelka, Hayward Gallery, Londra
- 1988/89 – Josef Koudelka, Centre National de la Photographie, Palais de Tokyo, Paris; International Center of Photography, New York; Akademie der Künste, Berlin; Museum Folkwang, Essen, Germania; IVAM, Valencia, Spania.
- 1989 – Josef Koudelka, Mission Transmanche, galerie de l'ancienne poste, Calais, Franța
- 1990 – Josef Koudelka z Fotografického dila 1958–1990, Umeleckoprumyslové museum, Praga
- 1994 – Černý trojúhelník – Podkrušnohoří : Fotografie 1990–1994 = The Black Triangle : the foothills of the Ore mountains, Salmovsky Palac, Praga
- 1995/97 – Periplanissis: following Ulysses' Gaze, Mylos, Thessaloniki, Grecia; Zappeion, Atena; Centre culturel Una Volta, Bastia, Franța; ville de Rodez, Franța; Tokyo Metropolitan Museum of Photography, Tokyo; Museo di Storia della Fotografia, Fratelli Alinari, Firenze, Italia.
- 1998 – Reconnaissance: Wales, National Museum and Gallery of Wales, Cardiff, Marea Britanie
- 1999/2001 – Chaos, Palazzo delle Esposizioni, Rome; Cantieri Culturali della Zisa, Palermo, Italia; Palazzo Marino alla Scala, Milan; The Snellman Hall, Helsinki; sala de exposiciones de Plaza de España, Madrid.
- 2002 – Josef Koudelka: Fotograf, National Gallery, Praga
- 2002/03 – Rétrospective, Rencontres d'Arles, Arles, Franța; Museo del Palacio de Bellas Artes, Mexico City; Museo de Arte Contemporáneo de Monterrey, Monterrey, Mexic.
- 2003 – Teatro del Tempo, Mercati di Traiano, Roma
- 2006 – Rencontres d'Arles, Arles, Franța: exhibition and laureate of the Discovery Award
- 2008
  - Screening at Théâtre antique d'Orange, Rencontres d'Arles, Arles, Franța
  - Prague 1968, Aperture Gallery, New York
  - Koudelka, Benaki Museum, Atena
  - Josef Koudelka, Pera Museum, İstanbul
  - Invaze = Invasion, Old Town Hall, Praga
- 2010 – Invasion Prague 68, Photo Cube Market Square, Guernsey[23]
- 2012 – Zingari, Fondazione Forma, Milano
- 2013 – Vestiges 1991–2012, Centre de la Vieille Charité, Marseille, Franța[24]
- 2013/2014 – Josef Koudelka Retrospective, The National Museum of Modern Art, Tokyo[25]
- 2014/2015 – Josef Koudelka: Nationality Doubtful, Art Institute of Chicago, Chicago, Illinois;[26] Getty Center, Los Angeles.[27]

## Publicații
- Diskutujeme o moralce dneska, Nakladatelstvi Politické Literatury, Czechoslovakia, 1965.
- Kral Ubu: Rozbor inscenace Divadla Na Zabradli v Praze (with Alfred Jarry), Divadelni Ustav, Czechoslovakia, 1966.
- Rozbor insenace Divadla Na zabradli v Praze, 1966.
- Josef Koudelka, 1968.
- Gitans : la fin du voyage. Paris: Delpire, ASIN B0014M0TV8; Gypsies, US: Aperture, ISBN 978-0-912334-74-5, 1975.
- Josef Koudelka: I Grandi Fotografi, Gruppo Editoriale Fabbri, Italy, 1982.
- Josef Koudelka Photo Poche, Centre National de la Photographie, France, 1984.
- Josef Koudelka. Photographs by Josef Koudelka. Introduction by Bernard Cuau. Centre National de la Photographie, Paris, 1984.
- Exiles.
  - Paris: Centre National de la Photographie; Paris: Delpire Editions; New York: Aperture; London: Thames & Hudson, 1988, ISBN 978-0-500-54208-8.
  - Paris: Delpire Editions; New York: Aperture, 1997. Revised edition.
  - London: Thames & Hudson (ISBN 978-0-500-54441-9); New York: Aperture, 2014 (ISBN 978-1-59711-269-7). Revised and expanded edition. Essay by Czesław Miłosz. Commentary with Josef Koudelka and Robert Delpire.
- Josef Koudelka, Mission Photographique Transmanche, France: Editions de la Différence, 1989.
- Animaux, Trois Cailloux/maison de la Culture d'Amiens, France, 1990.
- Prague 1968, France: Centre National de la Photographie, 1990.
- Josef Koudelka: Fotografie Divadlo za branou 1965–1970, Divadlo za Branou II, Czech Republic, 1993.
- Josef Koudelka. Photographs by Josef Koudelka, Hasselblad Center, 1993.
- Cerný Trojuhelník – Podkrušnohorí : Fotografie 1990–1994 (The Black Triangle: The Foothills of the Ore Mountain) Vesmir, Czech Republic, 1994.
- Photopoche: Josef Koudleka France: Cnp, 1997, ISBN 978-2-09-754114-7.
- Reconnaissance Wales, Cardiff, UK: Fotogallery/ National Museums and Galleries of Wales, 1998, ISBN 978-1-872771-45-8.
- Chaos, France: Nathan/Delpire; UK: Phaidon Press; Italy: Federico Motta Editore, 1999, ISBN 978-0-7148-4594-4.
- Lime Stone, France: La Martinière, 2001.
- Josef Koudelka, Czech Republic: Torst, 2002, ISBN 978-80-7215-166-0.
- Théâtre du Temps, France: Actes Sud, ISBN 978-2-7427-4435-0; (Teatro del Tempo), Italy: Peliti Associati; Greece: Apeiron, 2003.
- L'épreuve totalitaire (essay by Jean-Pierre Montier), Delpire, France, 2004.
- Koudelka: Camargue, France: Actes Sud, 2006, ISBN 978-2-7427-6174-6.
- Koudelka, France: Delpire; Italy: Contrasto; US: Aperture; UK: Thames & Hudson; Germany: Braus; Spain: Lunwerg; Czech Republic: Fototorst, 2006.
- Joseph Koudelka Photofile, Thames & Hudson, 2007, ISBN 978-0-500-41083-7.
- Invasion 68: Prague US: Aperture Foundation, ISBN 978-1-59711-068-6; France: Editions Tana, ISBN 978-2-84567-438-7, 2008.
- Koudelka Piedmont Contrasto, 2010, ISBN 978-88-6965-217-2.
- Roma. Göttingen: Steidl, 2011. ISBN 9783869303888.
- Lime, 2012, Paris: Xavier Barral, ISBN 978-2-9151-7385-7.
- Wall, 2013, Aperture Foundation, ISBN 978-1-5971-1241-3.

### Interviuri
- 1968: Josef Koudelka and 1968, summer of hate Arhivat în 17 mai 2020, la Wayback Machine., interview in The Sunday Times
- Interview with VOGUE on "Gypsies" exhibition Arhivat în 13 aprilie 2013, la Archive.is
- 40 years on: the exile comes home to Prague
- Interview with Social Stereotype (2006) Arhivat în 31 august 2014, la Wayback Machine.
- Interview with Frank Horvat (January 1987) Arhivat în 19 iunie 2006, la Wayback Machine.*Praga '68 – la Primavera di Koudelka, La Domenica di Repubblica, article and interview about photographs of the Soviet invasion of Prague